# Cantó de Ressons-sur-Matz

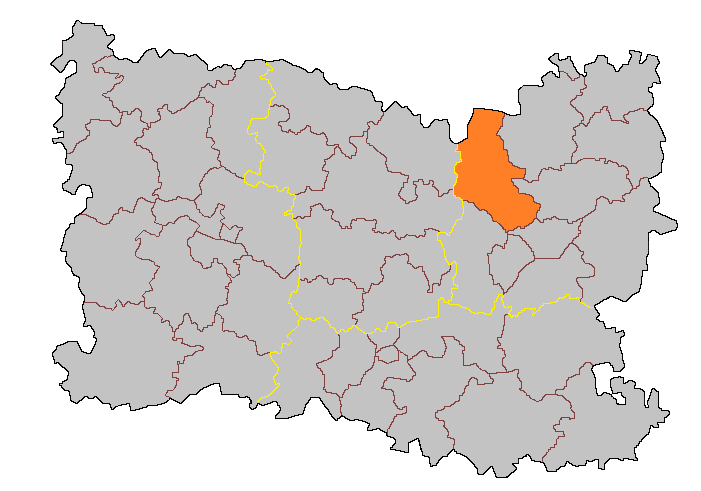
Localització del cantó de Ressons-sur-Matz.

El cantó de Ressons-sur-Matz és un cantó francès del departament de l'Oise, situat al districte de Compiègne. Té 24 municipis i el cap és Ressons-sur-Matz.

## Municipis
- Antheuil-Portes
- Baugy
- Belloy
- Biermont
- Boulogne-la-Grasse
- Braisnes
- Conchy-les-Pots
- Coudun
- Cuvilly
- Giraumont
- Gournay-sur-Aronde
- Hainvillers
- Lataule
- Margny-sur-Matz
- Marquéglise
- Monchy-Humières
- Mortemer
- Neufvy-sur-Aronde
- La Neuville-sur-Ressons
- Orvillers-Sorel
- Ressons-sur-Matz
- Ricquebourg
- Vignemont
- Villers-sur-Coudun

## Història
| Data d'elecció                           | Identitat          | Partit               | Qualitat |
| ---------------------------------------- | ------------------ | -------------------- | -------- |
| 1945-1961                                | M. Le Landais      | radical, després RPF |          |
| 1961-1997                                | Guy Desessart      | CNIP, després FN     |          |
| 1997-                                    | Joseph Sanguinette | PS                   |          |
| les dades anteriors no són pas conegudes |                    |                      |          |
|                                          |                    |                      |          |

## Demografia
| A partir de 1990: Població sense dobles comptes |